# Данте Алигиери
Дàнте Алигиèри или Алегиèро (на италиански: Dante Alighieri/Aleghiero), кръстен Дурàнте ди Алегиèро дели Алегиèри (Durante di Alighiero degli Alighieri) и известен само като Дàнте (Dante; 1 4 май/13 юни ок. 1265, Флоренция, Флорентинска република, † 13/14 септември 1265, Равена, Папска държава), от семейство Алегиери, е италиански поет, писател, литератор, философ и политически мислител.
Смятан е за бащата на италианския език. Неговото най-прочуто произведение е „Комедия“, по-късно получило името „Божествена комедия“ (La Divina Commedia), универсално считано за връхна точка в развитието на средновековната литература и основополагащо за развитието на съвременния италиански език. Израз на средновековна култура, пречупен през лиризма на Долче стил ново, произведението е и алегорично средство за човешко спасение. Това се изразява чрез срещата с трагедиите на прокълнатите в Ада, страданията на Чистилището и величието на Рая. Така Данте предлага на читателя напречен разрез на морала и етиката.
Значим езиковед, политически теоретик и философ, Данте обхваща целия спектър на човешкото познание, белязвайки дълбоко италианската литература през следващите векове, и самата западна култура, дотолкова че получава прозвището „Върховният поет“  (на италиански: il Sommo Poeta) или, par excellence, „Поетът“ (на италиански: il Poeta). Данте, чиито останки се намират в Равена, в гробницата, построена през 1780 г. от Камило Мориджа, се превръща в основен символ на италианската национална идентичност в епохата на Романтизма. Основната организация за разпространение на италианския език в света, Дружеството „Данте Алигиери“ (Società Dante Algehieri) носи неговото име, докато критичните и филологическите му изследвания се поддържат живи от Италианското дружество на Данте (Società dantesca italiana).
Данте, Петрарка и Бокачо са известни като „трите фонтана“ или „трите корони“.

## Биография

### Рождена дата и мит на Бокачо
Точната рождена дата на Данте остава неизвестна, макар че обикновено се приема за около 1265 г. Годината се основава на някои автобиографични препратки в произведението му „Нов живот“ и в известната песен на „Ад“, започваща с „На попрището жизнено в средата“. Ако се приеме, че Данте е считал 35-годишна възраст за половината от живота на човек и че неговото въображаемо пътуване се е случило през 1300 г., би могло да се изчисли, че рождената му година е около 1265. Тази хипотеза се подкрепя допълнително от сведенията на съвременника му, флорентинския историк Джовани Вилани, който отбелязва в своята „Nova Cronica“, че Данте е починал в изгнание на възраст около 56 години. Джовани Бокачо, в своите изследвания върху живота на Данте, съобщава, че поетът е споделил с приятел малко преди смъртта си през май, че е навършил 56 години. И накрая, стихове от „Рай“ намекват, че Данте е роден под знака на Близнаци, т.е. между 14 май и 13 юни.
Денят на неговото кръщение обаче е сигурен: 27 март 1266 г., Страстна събота. На този ден всички родени през годината са били довеждани до свещения купел за тържествен колективен ритуал. При кръщението той е получил името „Дуранте“, по-късно съкратено на „Данте“, в памет на гибелински роднина. 
Има интересна легенда, разказана от Джовани Бокачо в Il Trattatello in laude di Dante, свързана с раждането на поета. Според Бокачо, майката на Данте имала пророчески сън, в който видяла себе си под много високо лаврово дърво на обширна поляна, заедно с новороденото. Детето протегнало ръка към клоните на дървото, вкусило плодовете му и след това се превърнало във великолепен паун – символ на слава и величие. Легендата е пълна с класически препратки и добавя мистичен елемент към историята на великия поет.

### Семейство
Данте е бил член на семейство Алигиери, което е имало сравнително второстепенно значение във флорентинската аристокрация, но е постигнало известна икономическа стабилност през вековете. Макар самият Данте да твърди, че семейството му се корени в древните римляни, най-ранният конкретно споменат от него предшественик е прапрадядо му Качагуида дели Елизеи – флорентинец, живял около 1100 г. и рицар във Втория кръстоносен поход, следващ император Конрад III.
Както посочва Арналдо Д'Адарио в „Енциклопедия на Данте“, семейство Алигиери (носещо името си от семейството на съпругата на Качагуида), е преминало от меритократичен благороднически статус към богат буржоазен такъв, но с по-малък социален престиж. Дядото на Данте, Белинчоне, всъщност е бил човек от народа и за подобен човек се е омъжила и сестрата на Данте. Синът на Белинчоне и баща на Данте, Алегиеро II Алигиери или Алигиеро ди Белинчоне, се е занимавал с обмяна на пари, като така е осигурявал достоен живот на голямото си семейство. Той е бил и лихвар, правейки пари чрез позицията си на съдебен адвокат в трибунала на Флоренция. Алегиеро също е бил гвелф, но без политически амбиции: поради тази причина гибелините не са го заточили след битката при Монтаперти (1260), както са направили с други гвелфи, считайки го за безобиден противник.
Майката на Данте, Бела дели Абати, е била дъщеря на Дуранте Сколаро, на когото вероятно е кръстен Данте. Тя е била член на важна местна гибелинска фамилия. За нея има съвсем малко информация, понеже Данте никога не я споменава в своите писания. Данте губи майка си на пет или шест години, а баща му, който вероятно вече е на четиридесет, когато Данте се ражда и който умира през 1282-1283 г., се жени повторно, вероятно между 1275 и 1278 г., за Лапа ди Киарисимо Чалуфи. От този брак се раждат Франческо и Тана (Гаетана) Алигиери, и може би (макар че би могла да е дъщеря на Бела Дели Абати) още една дъщеря, спомената от Бокачо като съпруга на флорентинеца Леоне Поджи и майка на Андреа Поджи, която, според свидетелствата му, доста приличала на Данте. Смята се, че Данте има предвид сестра си с неизвестно име в „Нов живот“ (XXIII, 11-12), наричайки я „млада и нежна жена.., в много близко родство помежду им“.

### Интелектуално формиране
Интересите на Данте са причината за запознаването му с провансалски поети и менестрели, както и на латинската култура, като особено му допада Вергилий.
Важно е да се отбележи, че по време на „Secoli Bui“ (Тъмните векове) Италия представлява механичен сбор от малки държави, така че политически и културно Сицилия се различава от Тоскана толкова, колкото и Прованс от Тоскана. В различните области не се говори общ език, а културата е различна в различните краища на Италия. Въпреки това може да се приеме, че Данте е един модерен интелектуалец с международни разбирания и интереси.
На 18-годишна възраст Данте се запознава с Гуидо Кавалканти, Лапо Джани, Чино да Пистоя, а скоро след това и с Брунето Латини. Заедно те стават водачи на течението Dolce Stil Novo. Брунето по-късно е споменат в „Божествена комедия“ (Ад, XV, 82), за това, на което е научил Данте.

#### Ранно образование и среща с Брунето Латини
Не се знае много за образованието на Данте, но се предполага, че той следва традиционния за времето учебен път. Това включва обучение с граматик (познат още като doctor puerorum), където първо усвоява основите на езика. След това преминава към изучаване на либералните изкуства, които са основният стълб на средновековното образование и се делят на две групи: Квадривиум: аритметика, геометрия, музика и астрономия, и Тривиум: диалектика, граматика и реторика. От произведението му Convivio (II, 12, 2–4) става ясно, че латинският език е имал ключова роля в образованието му. Неговите знания се основават на прочитането на класически автори като Цицерон и Вергилий, както и на средновековни латински текстове, включително произведения на Ариго да Сетимело.
По негово време официалното образование е допълвано от неформални контакти с културни стимули, идващи понякога от висшестоящи градски среди и понякога от директен контакт с чуждестранни пътешественици и търговци, привнасящи в Тоскана философските и литературни новости от съответните им страни на произход. Данте има щастието да се срещне през 1480 г. с флорентинския политик и учен Сер Брунето Латини, завръщащ се от дълъг престой във Франция едновременно като посланик на Флорентинската република, и като политически изгнаник. Действителното влияние на Латини върху интелектуалното формиране на младия Данте е изследвано първо от Франческо Мацони и след това от Джорджо Инглезе. Данте, от своя страна, си спомня с вълнение фигурата на Латини в „Божествена комедия“ (XV, ст. 82-85), подчертавайки неговата човечност и обичта, която е получил.

#### Изучаване на философията
След кончината на възлюбената Беатриче (между 1291 и 1294 или 1295 г.) Данте насочва вниманието си към задълбочаване на философската си култура. Той учи в училищата на доминиканците от Санта Мария Новела и на францисканците от Санта Кроче. Доминиканците са наследници на аристотеловото-томистко учение на Тома Аквински и това позволява на Данте да задълбочи, навярно благодарение на прякото слушане на известния учен Фра Ремиджо дей Джиролами, ролята си на философ на средновековната култура. В църквата „Санта Мария Новела“ освен това се преподава и томистка теология, поради което трябва да се вярва, че Данте в онези години е бил образован и по богословие. Освен това прочитът на коментарите на интелектуалци, противопоставящи се на томистката интерпретация (като Авероес), позволява на Данте да приеме полифоничната чувствителност на Аристотелизма.

#### Вероятен престой в Болоня и в Париж
Някои критици като Джорджо Петроки и Джулио Ферони смятат, че Данте е останал в Болоня и е учил в Болонския университет, но няма доказателства за това. Вместо това е много вероятно той да е останал в Болоня между лятото на 1286 г. и лятото на 1287 г., където се запознава с Бартоломео да Болоня, към чиято теологична интерпретация на Емпирий частично се придържа. Що се отнася до престоя му в Париж обаче, има няколко съмнения: в пасаж от „Рай“, Данте намеква за Rue du Fouarre, където са се провеждали уроците в Сорбоната. Това кара някои коментатори да изказват хипотезата, че Данте би могло действително да е отишъл в Париж между 1309 и 1310 г.

#### Среща с Гуидо Кавалканти
Данте има възможност да участва и в оживената литературна култура, въртяща се около простонародната лирическа поезия. През 1260-те години Тоскана започва да усеща влиянието на „Сицилианската школа“ – поетично движение, оформено около двора на Фридрих II. Това движение  черпи вдъхновение от провансалската лирика и преосмисля любовните теми в контекста на италианската поезия. Тосканските поети, сред които са Джакомо да Лентини и Гуидо деле Колоне, развиват поезия, насочена към куртоазната любов, но също и към важни социални и политически теми. Сред значимите фигури на Сицилианско-тосканската школа са Гуитоне д'Арецо и Бонаджунта Орбичани, чиито идеи намират последователи като Киаро Даванцати във Флоренция. Въпреки това във Флоренция младите поети, водени от Гуидо Кавалканти, критикуват сложността на сицилианско-тосканския стил. Те предлагат нова естетика – по-мек и изразителен лиризъм, известен като Долче стил ново.
Данте се оказа в разгара на този литературен дебат: в ранните му творби връзката (макар и слаба) е очевидна както с тосканската поезия на Гуитоне и на Бонаджунта, така и с по-чисто окситанската поезия. Скоро обаче младият мъж се привързва към повелите на стилновистката поетика – промяна, благоприятствана от приятелството, което го свързва с по-възрастния Кавалканти.

### Брак с Джема Донати и среща с Беатриче
През 1277 г., когато Данте е на 12 години, той е обещан за съпруг на Джема, дъщеря на сер Мането Донати, за която впоследствие се жени на 20-годишна възраст през 1285 г. Семейство Донати, към което принадлежи Джема, е едно от влиятелните във Флоренция и притежава статут на магнати, в контраст със семейството на Данте. По-късно Донати стават ключова опора на политическата фракция на Черните гвелфи – открити опоненти на Белите гвелфи, към които принадлежи Данте. 
По това време обаче Данте вече обича друга – Беатриче Портинари, която среща когато е на 9 години. Данте се влюбва почти моментално в нея, любов, която остава с него през целия му живот, въпреки че тя се омъжва за друг мъж, банкер през 1287 г. Беатриче умира три години по-късно, през юни 1290 г. на 24-годишна възраст. Данте продължава да обича и уважава тази жена и след смъртта ѝ, дори след като се жени за Джема Донати и има деца от нея. След смъртта на Беатриче той се отдава на интензивно учене и започва да пише стихове, посветени на нейната памет. Бракът му не е много щастлив, според традицията, събрана от Бокачо и възприета по-късно през XIX век от Виторио Имбриани. Данте не посвещава нито един стих на съпругата си и до нас не достига информация относно нейното реално присъствие до него по време на изгнанието му. Все пак от брака се раждат двама сина и една дъщеря: Якопо, Пиетро, Антония и Джовани. Пиетро е съдия във Верона и единственият, който има наследници. Якопо има църковна кариера, а Антония става монахиня с името „сестра Беатриче“ в Оливетанския манастир в Равена. Джовани, чието съществуване винаги е било поставяно под съмнение, е потвърден като негов син през 2016 г. с публикуването на новото издание на Corpo Diplomatico Dantesco.
Според една от версиите Данте вижда Беатриче Портинари само веднъж и никога не е имал възможността да говори с нея. Трудно е да се разгадае в какво точно се състои тази любов, но се случва нещо от голямо значение за италианската култура: в името на тази любов Данте оставя своя отпечатък върху Stil Novo и кара поетите и писателите да обърнат по-голямо внимание на любовта. В своето „Житие на Данте“ първият биограф на Данте, Джовани Бокачо описва първата среща на Данте с Беатриче:
| „ | Случило се така, че един твърде почитан по онова време от съгражданите си мъж на име Фолко Портинари, на първия ден от месец май поканил на празненство у дома си заедно със своите съседи и вече споменатия Алигиери (бащата на Данте). И тъй като децата обикновено съпровождали родителите си, особено на места където има веселба, Данте, който още не бил навършил девет години, отишъл с него. И като се събрал със своите връстници – а в къщата на домакина имало много деца – и момчета, и момичета – след като поднесли първите блюда, започнал да прави същото, което можел да прави на тази крехка възраст – започнал да играе с другите. Сред децата била и дъщерята на споменатия Фолко, казвали ѝ Биче – така я наричал той, а името ѝ било Беатриче; била може би осемгодишна, твърде изящна, много приятна и любезна а и държанието ѝ и словата ѝ били твърде сдържани за крехката ѝ възраст; освен всичко имала нежно, правилно лице, което освен красота излъчвало такава чистота, че мнозина я смятали за ангелче. Така както я описвам, а може би още по-красива се сторила тя на това празненство в очите на Данте, а той, ако и да е бил още дете, с такава обич съхранил в сърцето си прекрасния ѝ образ, че от този ден до края на дните си не се разделил с него. | “ |

Когато Беатриче умира през 1290 г., Данте се опитва да намери спасение в латинската литература. От Convivio се знае, че той е прочел „De consolatione philosophiae“ на Боеций и De amicitia на Цицерон. След това той се отдава на изучаване на философията в религиозни училища като например доминиканското в Санта Мария Новела. Той взима участие в дебатите между двата главни монашески ордена, францисканския и доминиканския, които се водят открито или тайно във Флоренция, като първите били привърженици на мистицизма и учението на св. Бонавентура, а другите на постулатите на св. Тома Аквински. „Прекомерното“ увлечение по философията на Данте е по-късно критикувано от неговата героиня Беатриче в „Чистилище“.

### Политически и военни ангажименти
Малко след женитбата си Данте започва да участва като рицар в някои военни кампании на Флоренция срещу външните й врагове, като тези срещу Арецо (битка при Кампалдино, 11 юни 1289 г.) и Пиза (превземане на Капрона, 16 август 1289 г.). През 1294 г. е член на рицарската делегация, която придружава Карл Мартел Анжуйски пребиваващ във Флоренция по това време (Данте често го споменава в „Божествена комедия“). Политическата кариера на Данте започва в началото на 1290-те години, в период на сериозни сътресения за Републиката. През 1293 г.  влизат в сила Наредбите за правосъдието на Джано Дела Бела, които изключват старата аристокрация от участие в политиката и позволяват на членовете на буржоазията да получат роли в Републиката, при условие че са регистрирани в гилдия. Данте остава извън политическия живот до 6 юли 1295 г., когато са обнародвани Темпераменти – закони, които връщат на аристократите правото да заемат институционални длъжности, при условие че влязат в гилдия. Следователно Данте се записва в Гилдията на лекарите и аптекарите.
Точната последователност на политическите длъжности на Данте остава неизвестна поради загубата на събрани протоколи. Въпреки това други източници дават възможност да се проследи голяма част от неговата политическа активност. От ноември 1295 до април 1296 г. той е в Народния съвет, а после е в групата на Мъдреците, които през декември 1296 г. подновяват правилата за избор на приорите – ключови представители на гилдиите, които заемат най-важната роля в Републиката за срок от два месеца. От май до декември 1296 г. Данте е част от Съвета на стоте. Понякога е изпращан като посланик, както през май 1300 г. е в Сан Джиминяно. Според анализа на Барберо, основан на изказванията на Данте в различните органи на Флорентинската комуна, той последователно защитава умерена позиция, целяща да защити интересите на народа срещу вмешателството и насилието на магнатите.
През този период във флорентинската гвелфска партия настъпва сериозно разцепление. Черните гвелфи, водени от семейство Донати, защитават консервативна и аристократична политика, докато Белите гвелфи, ръководени от семейство Черки, подкрепят умерено народна политика. Тези противоречия се задълбочават заради политически и икономически причини: Донати, представители на старата аристокрация, чувстват застрашен авторитета си от Черки, които разглеждат като новозабогатели претенденти (парвеню). Това напрежение прераства във вътрешен конфликт, по време на който Данте заема умерена позиция, подкрепяйки Белите гвелфи.
Данте става също така лекар и аптекар. Той няма намерение да се занимава с тези професии, но според закон от 1295 г. благородниците, които искат да заемат държавни постове, трябва да станат членове на някоя гилдия (обединени в Corporazioni di Arti e Mestieri), така че Данте е приет бързо в аптекарската гилдия и след това вече може да започне да прави политическа кариера. Професията, която той избира, не е съвсем неподходяща, тъй като по аптеките тогава се продават книги. Данте не постига нищо значимо като политик, но участва във властта години наред в град, обзет от политически вълнения.

#### Конфликт с папа Бонифаций VIII
Гвелфите са разделени на две фракции: Бели (guelfi bianchi) и Черни (guelfi neri). Белите са водени от Виери дей Черки, а черните – от Корсо Донати. Техните „цветове“ са избрани, когато Виери дей Черки предоставя закрилата си на семейство Гранди от Пистоя, което било известно като „La parte bianca“ („Бялата партия“). Корсо Донати от своя страна дава закрилата си на съперника, „parte nera“, и по този начин тези цветове стават символи на двете флорентински „партии“.
През 1300 г. Данте е избран за един от седемте приори на Флоренция за периода 15 юни-15 август. Въпреки принадлежността си към партията на гвелфите той винаги се опитва да се противопостави на намесата на своя лют враг папа Бонифаций VIII, на когото гледа като върховна емблема на моралния упадък на Църквата. С пристигането на кардинал Матео д'Акуаспарта, изпратен от папата като миротворец (но в действителност изпратен да намали мощта на Белите гвелфи, които по това време печелят надмощие над Черните гвелфи ), Данте успява да попречи на работата му. Също по време на своя приорат Данте одобрява сериозната мярка, чрез която осем представители на Черните гвелфи и седем от Белите гвелфи са заточени, в опит да се възстанови мира в държавата, включително Гуидо Кавалканти, който умира скоро след това. Тази мярка има сериозно отражение върху развитието на бъдещите събития: не само се оказа безполезна разпоредба (Черните гвелфи се забавят, преди да заминат за Умбрия – мястото, предназначено за тяхното изгнание), но също така рискува държавен преврат от самите Черни гвелфи благодарение на тайната подкрепа на кардинал д'Акуаспарта. Освен това мярката привлича към своите поддръжници (включително самия Данте) както омразата на Черните гвелфи, така и недоверието на Белите: първото, очевидно, за нанесената рана, а последното – за удара, нанесен на тяхната партия от един от собствените й членове. Междувременно отношенията между Бонифаций VIII и правителството на Белите се влошават още повече, започвайки от септември, когато новите приори (които наследяват колегията, в която Данте е член) незабавно отменят прогонването на Белите, показвайки своята пристрастност и по този начин давайки възможност на папския легат кардинал д'Акуаспарта да хвърли анатема върху Флоренция. С изпращането на Шарл дьо Валоа във Флоренция, изпратен от папата като нов миротворец (но всъщност завоевател) на мястото на кардинал от Акиаспарта, Републиката изпраща в Рим, в опит да разубеди папата от неговите хегемонистични цели, дипломатическа мисия, в която участва и Данте, придружен от Мазо Минербети и Кораца да Синя.

### Начало на изгнанието (1301 – 1304)

#### Шарл дьо Валоа и падане на Белите гвелфи
По онова време не е лесно да се занимаваш с политика, тъй като папа Бонифаций VIII обмисля военна окупация на Флоренция и градът е в центъра на италианските и международни политически съперничества. През 1301 г. Шарл дьо Валоа, братът на френския крал Филип IV, трябва да посети Флоренция, тъй като папата го назначава за помирител на Тоскана. Но правителството на града вече се е отнесло зле спрямо папските посланици няколко седмици по-рано, тъй като се стреми към независимост и откъсване от влиянието на папата. Подозирайки, че Шарл дьо Валоа може да е получил неофициални нареждания, градският съвет решава да изпрати делегация до Рим, за да се увери в истинността на намеренията на папата. Данте оглавява тази делегация. Папа Бонифаций VIII бързо отпраща другите представители и моли Данте да остане в Рим. Междувременно във Флоренция, при първите граждански вълнения, Шарл дьо Валоа използва претекста да подложи града на опустошителна атака. На 1 ноември 1301 г. Шарл дьо Валоа влиза във Флоренция заедно с Черните гвелфи, които през следващите шест дена убиват много от своите врагове.
На 9 ноември 1301 г. завоевателите назначават за подест Канте Габриели от Губио – представител на  фракцията на Черните гвелфи в родния му град. С това започва политика на систематично преследване на политическите представители на Белите гвелфи – партия, враждебна на папата: факт, който в крайна сметка води до тяхното убийство или експулсиране от Флоренция. С две последващи присъди, тази от 27 януари и тази от 10 март 1302 г., засегнали и множество членове на семейство Черки, Данте е осъден задочно от съдия Паоло да Губио да бъде изгорен на клада, а домовете му – унищожени за престъпване на забраната. От този момент нататък Данте никога повече не вижда родината си. Данте е осъден на изгнание за 2 години и трябва да плати голяма сума пари. Поетът е все още в Рим, където папата му „предлага“ да остане, и поради това той е обявен за беглец. Данте не може да си плати глобата и накрая е осъден на доживотно изгнаничество. Ако флорентински войници го хванат, той ще е незабавно екзекутиран.

#### Опити за завръщане и битка при Ластра (1304 г.)
След неуспешните преврати от 1302 г., Данте, в качеството си на капитан на армията на изгнаниците, съвместно със Скарпета Орделафи – лидер на гибелинската партия и господар на Форли, където Данте е намерил убежище – организира нов опит да се върне във Флоренция. Опитът се оказва неуспешен: кметът на Флоренция, Фулчиери да Калболи (враг на Орделафи), постига надмощие в битката близо до замъка Пуличано край Арецо. Дори дипломатическите усилия на кардинал Николо Алберти – папски легат на папа Бенедикт XI, на когото Данте възлага големи надежди, се провалят през лятото на 1304 г. На 20 юли същата година Белите гвелфи се събират в Ластра – местност на няколко километра от Флоренция, и решават да предприемат нова военна атака срещу Черните гвелфи. Данте, вярвайки, че трябва да изчака политически по-благоприятен момент, се противопоставя на идеята за още една въоръжена битка. Това го поставя в малцинство и поражда подозрения за предателство срещу него сред най-непримиримите; затова той решава да не участва в конфликта и да се дистанцира от групата. Както предвижда самият Данте, битката при Ластра се оказва катастрофален провал, довел до смъртта на четиристотин мъже от редиците на Гибелините и Белите гвелфи.

#### Първа фаза на изгнание (1304 – 1310)
След битката при Ластра Данте намира гостоприемство в различни дворове и семейства в Романя, включително при Орделафи. Престоят му във Форли е кратък, тъй като изгнаникът отива първо в Болоня (1305 г.), после в Падуа (1306 г.) и накрая в Тревизанската марка при Герардо III да Камино. Оттук Данте е призован в Луниджана от кондотиера Мороело Маласпина ди Джовагало, с когото поетът вероятно е влязъл в контакт благодарение на общ приятел, поетът Чино да Пистоя. В Луниджана, през пролетта на 1306 г., той участва в дипломатическа мисия, целяща да постигне мир между мощната фамилия Маласпина, контролираща ключови територии в региона, и епископа-граф на Луни, Антонио Нуволоне да Камила. Като упълномощен представител на Маласпина, Данте успява да постигне мирното споразумение от Кастелнуово, подписано на 6 октомври 1306 г. и от двете страни, което му носи уважение и признание от неговите покровители. Гостоприемството на фамилия Маласпина е възхвалено от Данте в песен VIII на „Чистилище“, където той отдава почит на Корадо Маласпина Младши.
През 1307 г., след заминаването си от Луниджана, Данте намира убежище в Казентино (долина в днешна Провинция Арецо), гостувайки на Гуидо Салватико – член на графовете Гуиди, графове на Батифоле и господари на Попи. Именно там той започва да пише своя „Ад“.

### Идване на Хайнрих VIII (1310 – 1313)
Престоят на Данте в Казентино продължава много кратко, като между 1308 и 1310 г. вероятно той първо пребивава в Лука при мадам Джентука, която го настанява удобно (по-късно е спомената в знак на благодарност в „Чистилище“, XXIV,37), а след това в Париж. Все пак трансалпийският му престой остава несигурен. Барберо, изследвайки свидетелствата на ранните и по-късни коментатори, предполага, че Данте може да е стигнал най-много до папския двор в Авиньон, макар че тази хипотеза има слаби основания. По-вероятно е Данте да се намира във Форли през 1310 г., където през октомври получава новината за идването в Италия на новия император Хайнрих VII. 
Данте гледа на експедицията на императора с голяма надежда, виждайки в нея възможност за прекратяване на политическата анархия в Италия и вероятност да се върне във Флоренция. Императорът е посрещнат с ентусиазъм от италианските гибелини и изгнаниците от гвелфските фракции – обединение, което подтиква Данте към сближаване с имперската фракция, водена от фамилия Скалиджери от Верона. Между 1308 и 1311 г. Данте пише своето произведение De Monarchia, в което разкрива симпатиите си към империята. На 31 март 1311 г. той изпраща яростно писмо срещу флорентинците – единствени от италианските комуни, които не са изпратили свои представители в Лозана, за да отдадат почит на императора. Съдейки по съдържанието на писмото, Данте вероятно се среща с Хайнрих VII в частен разговор. Не е изненадващо, че Уго Фосколо по-късно определя Данте като „гибелин“. Във Флоренция Балдо д'Агулионе амнистира голяма част от белите гвелфи, които са в изгнаничество, и им позволява да се завърнат в града. Данте обаче не е помилван поради писмата, които праща на Ариго.
Междувременно император Хайнрих VII, след като разрешава някои проблеми в Северна Италия, се отправя към Генуа и след това към Пиза, един от най-големите му съюзници. Има предположения, че Данте може да е бил част от антуража на императора по време на това пътуване. На 1 август 1312 г. Хайнрих VII е коронясан в Латеранската базилика от папския легат Николо Алберти, а след това, от 19 септември до 1 ноември, обсажда Флоренция в опит да я подчини. Въпреки усилията му градът отказва подчинение. Той побеждава черните гвелфи, но няма доказателство, че Данте е замесен. Според някои той се отказва да участва в нападението на чуждестранен нашественик в родния му град, а според други името му става неприятно дори за Белите гвелфи и те заличават всяка следа от неговия преход.
Надеждата на Данте за Renovatio Imperii – възстановяване на имперския ред, е разбита на 24 август 1313 г., когато императорът внезапно умира в Буонконвенто. Тази загуба нанася тежък удар върху стремежа на Данте да се завърне окончателно във Флоренция. Насилствената смърт на Корсо Донати, настъпила на 6 октомври 1308 г. в ръцете на Роселино Дела Тоза, вече е сериозно разклатила надеждите на поета. Смъртта на императора обаче окончателно слага край на тези надежди.

### Последни години

#### Престой във Верона (1313 – 1318)
След внезапната смърт на император Хайнрих VII Данте приема поканата на Кангранде I дела Скала да живее в неговия двор във Верона. Градът, на върха на своята мощ през тези години, не е нов за Данте – между 1303 и 1304 г. той вече е бил гост на Бартоломео I дела Скала, по-големия брат на Кангранде. След смъртта на Бартоломео през март 1304 г., Данте е принуден да напусне града, защото наследникът Албоино I дела Скала не поддържа добри отношения с него. Със смъртта на Албоино на 29 ноември 1311 г., управлението поема брат му Кангранде, един от водачите на италианските гибелини и приятел и покровител на Данте. Кангранде кани флорентинския изгнаник и неговите синове Пиетро и Якопо във Верона, като им осигурява защита от многобройните врагове, които са натрупали през годините. Връзката между двамата мъже се основава на дълбоко приятелство и взаимно уважение, което Данте изразява чрез възхвала на Кангранде в песен XVII от „Рай“ (ст. 70-75 и 85-90). В тази част на своята поема Данте отдава почит на своя щедър покровител чрез образа на прародителя Качагуида дели Елизеи.
През 1315 г. Флоренция е принудена от Угучоне дела Фаджуола, военния офицер, който контролира града, да амнистира флорентинците, които са в изгнание. Данте фигурира в списъка на изгнаниците, но отказва да се върне в родния си град, тъй като Флоренция иска изгнаниците да се съгласят да се отнасят към тях като към обществени престъпници в една религиозна церемония. Когато Угучоне най-накрая побеждава във Флоренция, смъртната присъда на Данте се заменя със затвор, като единственото условие е той да отиде във Флоренция и да се закълне, че никога повече няма да влезе в града. Данте не прави това. Неговата смъртна присъда се запазва и се прехвърля по-късно на неговите синове.
През 2018 г. Паоло Пелегрини, професор в университета във Верона, открива писмо, което вероятно е написано от Данте през август 1312 г. и изпратено от Кангранде I дела Скала до император Хайнрих VII. Това откритие би могло значително да промени традиционното разбиране за живота на Данте, като измести датата на пристигането му във Верона до 1312 г. и да отхвърли хипотезата, че той е пребивавал в Пиза или Луниджана през периода 1312–1316 г.
В по-напреднала възраст Данте все още таи надежди, че един ден ще го поканят във Флоренция при благоприятни условия. За Данте изгнаничеството е вид смърт, която го лишава от голяма част от неговата самоличност. Данте говори за болката от изгнаничеството в Песен XVII на „Рай“, където Cacciaguida, неговият прапрадядо го предупреждава какво да очаква:
| ...Tu lascerai ogne cosa diletta più caramente; e questo è quello stral eche l'arco de lo essilio pria saetta. Tu proverai sì come sa di sale lo pane altrui, e come è duro calle lo scendere e 'l salir per l'altrui scale... | ... Ти ще оставиш всичко, което обичал си силно: това е стрелата, която лъкът на изгнанието първом изстрелва. Ще познаеш горчивия вкус на чуждия хляб и солта, и ще знаеш колко тежък е пътят за онзи, който по чуждите стълби се изкачва и слиза...(Рай, XVII, 55 – 60). |

Относно надеждата да се върне във Флоренция, той я описва с голям копнеж в Песен XXV на Рай, като че ли вече осъзнал, че неговата мечта е нереалистична:
| Se mai continga che 'l poema sacro al quale ha posto mano e cielo e terra, sì che m'ha fatto per molti anni macro, vinca la crudeltà che fuor mi serra del bello ovile ov'io dormi' agnello, nimico ai lupi che li danno guerra; con altra voce omai, con altro vello ritornerò poeta, e in sul fonte del mio battesmo prenderò 'l cappello... | Ако нявга това ще да се случи, ако тази свещена поема, тази творба поделена от рай и земя, която ме накара да слабея дълги години, може нявга да победи жестокостта, която ме залостваше от истинска прегръдка, в която да заспя, агне, което се противи на вълци, воюващи с него, накрая с друг глас, и с друга осанка, ще се завърна като поет и ще сложа на моето кръщелно място лавров венец... (Рай, XXV) |

Това никога не се случва, неговите кости се намират все още в Равена, а не във Флоренция.

#### Престой в Равена (1318 – 1321)
През 1318 г. Данте напуска Верона и се установява в Равена, където намира убежище в двора на Гуидо Новело да Полента. Там той завършва „Рай“. Причините за неговото напускане на Верона остават неизвестни, особено като се вземат предвид отличните му отношения с Кангранде I дела Скала. Според Аугусто Торе, една от хипотезите е, че Данте е бил изпратен на политическа мисия в Равена от своя покровител. Други предполагат, че напускането му се дължи на криза в отношенията му с Кангранде или на желанието му да бъде част от двор, доминиран от писатели, сред които и самият Гуидо Новело. Съществува и хипотеза, че гордият и независим характер на Данте е бил несъвместим с ролята на придворен, и затова той е решил да се сбогува със сем. Скалиджери. Все пак отношенията му с Верона не са прекъснати напълно. Данте е засвидетелстван във Верона на 20 януари 1320 г., когато представя трактата си Quaestio de aqua et terra – неговото последно произведение на латински.
През последните три години от живота си Данте намира сравнително спокойствие в Равена, където създава литературен кръг, посещаван от неговите синове Пиетро и Якопо, както и от млади местни писатели като Пиерачо Тедалди и Джовани Куирини. Към него се присъединява и останата част на семейсвото, включително вероятно съпругата му. Освен творческите си занимания Данте изпълнява политически мисии от името на господаря на Равена. Една от тези мисии го отвежда във Венеция, която е в конфликт с Равена заради нападения срещу венециански кораби от галери на Равена. Дожът на Венеция, разгневен от ситуациите, се съюзява с Форли, за да води война срещу Гуидо Новело. Осъзнавайки, че няма достатъчно средства да се противопостави на подобно нашествие, Гуидо Новело моли Данте да се застъпи пред венецианския сенат. Учените продължават да обсъждат причините, поради които Гуидо Новело избира именно Данте за тази важна мисия. Някои предполагат, че Данте е бил приятел на Орделафи, господарите на Форли, и затова може би е имал по-лесен достъп до решения за разрешаване на конфликта.

### Смърт
През последните дни от живота си Данте завършва мисията си в полза на безопасността на Равена, но тя се оказва с трагичен завършек. Завръщайки се от Венеция, великият поет се заразява с малария, преминавайки през блатистите долини на Комакио. Заболяването се развива бързо и води до смъртта му в Равена през в между 13 и 14 септември 1321 г., когато той е на 56 години.

Погребението на Данте се отличава с голяма тържественост и се провежда в църквата „Сан Пиер Маджоре“ (днес известна като „Сан Франческо“) в Равена, в присъствието на висши градски власти и неговите деца. Загубата му предизвиква огромно съжаление в литературния свят, което ярко се отразява в песента на Чино да Пистоя Su per la costa, Amor, de l'alto monte.
В началото Данте е погребан в мраморна урна, поставена в църквата, където е извършено и самото погребение. През 1483 г., след като Равена попада под контрола на Венецианската република, подестът Бернардо Бембо възлага на архитекта Пиетро Ломбардо да изгради голям паметник за украса на гробницата на поета. В началото на XVI век, след като градът отново става част от Папската държава, гробницата е изоставена и скоро изпада в разруха. През следващите два века са предприети само два опита за нейното възстановяване. През 1692 г. кардинал-легатът Доменико Мария Корси и пролегатът Джовани Салвиати, и двамата от знатни флорентински семейства, инициират реставрация. Въпреки това, след няколко десетилетия, погребалният паметник отново се разрушава заради промяна в нивото на земята под църквата. През 1780 г. кардинал-легатът Луиджи Валенти Гонзага поръчва на архитекта Камило Мориджа да проектира неокласически храм, който и до днес може да се види в Равена.
Споровете относно тленните останки на Данте между жителите на Равена и Флоренция започват само няколко десетилетия след смъртта му. Флорентинците, водени от чувството на съпричастност към съгражданина си, настояват за връщането на останките му още през 1429 г., когато Комуната се обръща към семейство Да Полента. От своя страна жителите на Равена вярват, че поетът трябва да остане там, където е починал, обвинявайки флорентинците, че не са го оценявали приживе. С цел да защитят останките от евентуална кражба, францисканските монаси тайно ги преместват. През 1810 г., когато Наполеон разпорежда закриването на религиозните ордени, монасите допълнително скриват останките в зазиданата врата на съседен ораторий. Те остават скрити до 1865 г., когато при ремонт случайно са открити в дървена кутия, съдържаща надпис, удостоверяващ автентичността на скелета. Скелетът е повторно съставен и за кратко изложен в кристална урна, след което отново е погребан в храма на Мориджа, този път в орехов ковчег, защитен от оловен. В същата гробница се намира и епиграфът на латински, изработен по искане на Гуидо Новело да Полента, гравиран през 1357 г. и дело на приятеля на поета Бернардо Каначо: „За правата на монархията, за висшите богове и блатата на Флегетон, като ги посещавах, пях, стига съдбата да искаше. Но тъй като душата отиде да гостува на по-добри места и по-благословено достигна своя Създател сред звездите, аз, Данте, съм затворен тук, изгнаник от родната земя, родила Флоренция, майка на малка любов.“

## Произведения

### Божествена комедия
„Божествена комедия“ описва пътуването на Данте през Ада (Inferno), Чистилището (Purgatorio) и Рая (Paradiso), като той отначало е воден от римския епически поет Виргилий, а по-късно от възлюбената си Беатриче (с която той никога не разговарял и която видял само веднъж). Докато Адът е представен ярко от гледище на съвременния читател, богословските подробности, представени в другите части на произведението, изискват много търпение и начетеност, за да бъдат разбрани. Чистилището е най-лиричната и състрадателна от всичките три части. Раят е с най-голяма богословска насоченост и съдържа възторжени мистични откъси.
По сериозната цел, по литературната си величина и по стилистичната и тематична гама на своето съдържание, Комедията скоро става крайъгълен камък в развитието на италианския език като литературен език. Данте е по-наясно от предишните италиански писатели относно многообразието на италианските диалекти и нуждата да се създаде литература извън границите на латинския и обединен италиански език. В този смисъл той е предшественик на Ренесанса с неговия опит да създаде литература, написана на народния език, конкурираща се със старите класически автори. Задълбоченото познание на Данте относно римската античност и неговото очевидно възхищение от някои аспекти на езическия Рим също сочат към 15 век. По ирония на съдбата, докато самият той е почитан след смъртта му, през вековете Комедията излиза от мода: тя е считана за твърде средновековна, твърде груба и трагична и не е стилистично обработена по начина, който се изисква от литературата през Ренесанса.
Данте пише „Комедията“ на език, който нарича „италиански“, но който всъщност е смесен литературен език, базиран най-вече на местния диалект в Тоскана, с някои елементи на латинския и другите местни диалекти. Целта е да достигне читателска аудитория из цяла Италия. Създавайки поема с епическа структура и философска цел, Данте разбира, че италианският език е подходящ за изразяването на най-висши мисли и идеи, и едновременно с това въвежда тосканския диалект като стандарт за италианския език. Във френския език италианския често е наричан „езикът на Данте“. Публикувайки творбата на този език, Данте е сред първите, които успяват да се освободят от правилото за публикуване единствено на латински. Това създава прецедент, който позволява повече литература да достигне до по-голяма аудитория, давайки път на по-големи нива на грамотност в бъдещето. Въпреки това, за разлика от Бокачо, Милтън и Ариосто, Данте не става популярен в Европа чак до Романтизма. За романтиците Данте, както Омир и Шекспир, е главен пример за „оригиналния гений“, който поставя собствените си правила, създава персонажи със съкрушителна големина и дълбочина и далеч надхвърля всякаква имитация на предишните майстори, които от своя страна, не могат да бъдат имитирани. През 19 век репутацията на Данте се увеличава и затвърждава и до годишнината си през 1865 г., той вече е твърдо установен като една от най-великите литературни икони на Западния свят.
Читателите често не могат да разберат как такава сериозна творба може да бъде наречена „комедия“. По времето на Данте всички сериозни творби се пишат на латински (традиция, която се запазва до последните години на Просвещението) и творби, написани на друг език, са считани за незначителни. Освен това думата „комедия“ в класическия смисъл се отнася за произведения, които отразяват вярата в подредена вселена, в която действията не само се движат към щастлив край, но и краят е повлиян от провидението, което подрежда всичко. По това значение на думата, както Данте пише в писмата си, прогресията на дългото пътуване от Ада до Рая е парадигматичния израз на комедията, понеже творбата започва с моралното объркване на пътуващия и завършва с видението на Бог.

### Други произведения
Сред другите произведения на Данте са „Пир“ (Convivio) – колекция от най-дългите му стихотворения (незавършена) с алегоричен коментар накрая; „Монархия“ (Monarchia) резюме трактат по политическа философия на латински, който е прокълнат и изгорен след смъртта на Данте от папския легат Бертрандо дел Погето който твърди, че съществува необходимост от универсална или глобална монархия, за да се установи всеобщ мир в този живот, и взаимоотношенията на тази монархия с Римокатолическата църква като ръководство за вечен мир; „За народното красноречие“ (De vulgari eloquentia); „Нов живот“ (La Vita Nuova) – историята на любовта му към Беатриче Портинари, която също служи като краен символ на спасението в комедията. Vita Nuova съдържа много от любовните стихове на Данте на тоскански, което не е безпрецедентен случай, простонародният език се ползвал за любовни поеми и преди Данте да напише това произведение, през целия 13 век, но то съдържа обяснителни бележки на простонароден език, докато за тази цел се ползвал обикновено латинския. Едно от най-известните стихотворения е Tanto gentile e tanto onesta pare, което много италианци могат да рецитира наизуст.